# Airth
Airth è una località della Scozia, situata nell'area di consiglio di Falkirk.